# Il Giallo Mondadori dal 1501 al 1600
|  | I 100 precedenti: Il Giallo Mondadori dal 1401 al 1500 |

## Dal N.1501 al N.1600
| N.   | Titolo italiano                        | Autore                     | Titolo originale                                       | Pubblicazione     |
| ---- | -------------------------------------- | -------------------------- | ------------------------------------------------------ | ----------------- |
| 1501 | Virgil Tibbs e gli occhi di Buddha     | John Ball                  | The Eyes Of Buddha                                     | 6 novembre 1977   |
| 1502 | Frontiera sconosciuta                  | Cornell Woolrich           | Savage Bride                                           | 13 novembre 1977  |
| 1503 | New York: novantunesima ovest          | Rae Foley                  | Where Helen Lies                                       | 20 novembre 1977  |
| 1504 | Fuga disperata                         | Richard Lockridge          | Dead Run                                               | 27 novembre 1977  |
| 1505 | Quattro armi false                     | John Dickson Carr          | The Four False Weapons, Being The Retur                | 4 dicembre 1977   |
| 1506 | Quell'orrendo week-end di terrore      | Bill Pronzini              | Games                                                  | 11 dicembre 1977  |
| 1507 | Lew Archer e il brivido blu            | Ross Macdonald             | The Blue Hammer                                        | 18 dicembre 1977  |
| 1508 | Qui Radio Polonia                      | Jadwiga Wojtillo           | S.O.S.                                                 | 25 dicembre 1977  |
| 1509 | La ballata dell'impiccato              | Torben Nielsen             | An Unsuccessfull Man                                   | 1º gennaio 1978   |
| 1510 | Non andare nel bosco, oggi             | Doris Miles Disney         | Don't Go Into The Woods Today                          | 8 gennaio 1978    |
| 1511 | Testimone chiave                       | Willo Davis Roberts        | Key Witness                                            | 15 gennaio 1978   |
| 1512 | Il giurato                             | Michael Underwood          | The Juror                                              | 22 gennaio 1978   |
| 1513 | Un falco chiamato Wolf                 | Mark Elder                 | Wolf Hunt                                              | 29 gennaio 1978   |
| 1514 | Paga il tuo debito, Carlson!           | Matthew Eden               | Trail of a Stalking Horse                              | 5 febbraio 1978   |
| 1515 | Improvvisamente, a Parigi              | Alexandra Roudybush        | Suddenly, in Paris                                     | 12 febbraio 1978  |
| 1516 | Il bastardo                            | John Wainwright            | The Bastard                                            | 19 febbraio 1978  |
| 1517 | Uno schoolbus tutto giallo             | Hugh Pentecost             | The Day the Children Vanished                          | 26 febbraio 1978  |
| 1518 | Scava ancora più a fondo               | Ursula Curtiss             | Dig a Little Deeper                                    | 5 marzo 1978      |
| 1519 | Gli assassini sono tristi              | Steve Knickmeyer           | Straight                                               | 12 marzo 1978     |
| 1520 | Una rapina non tutta da ridere         | John Miles                 | The Silver Bullet Gang                                 | 19 marzo 1978     |
| 1521 | Requiem per un amore perduto           | Rae Foley                  | Put Out the Light                                      | 26 marzo 1978     |
| 1522 | La falsa pista                         | Harry Carmichael           | False Evidence                                         | 2 aprile 1978     |
| 1523 | La brutta morte                        | George Bagby               | Another Day, Another Death                             | 9 aprile 1978     |
| 1524 | Cento ore di paura                     | Elizabeth Ferrars          | Blood Flies Upwards                                    | 16 aprile 1978    |
| 1525 | Doccia scozzese per Thaine e Moss      | Bill Knox                  | Pilot Error                                            | 23 aprile 1978    |
| 1526 | Il momento della verità                | K. Arne Blom               | Sanningens Ogonblick                                   | 30 aprile 1978    |
| 1527 | Un silenzio rosso sangue               | John D. MacDonald          | A Tan and Sandy Silence                                | 7 maggio 1978     |
| 1528 | Le colpe dei padri                     | Velda Johnston             | Deveron Hall                                           | 14 maggio 1978    |
| 1529 | La vita in bilico                      | Bill Pronzini              | Blowback                                               | 21 maggio 1978    |
| 1530 | Estremo rimedio                        | Harry Carmichael           | ...Or Be He Dead                                       | 28 maggio 1978    |
| 1531 | Il mago della morte                    | Richard Forrest            | The Wizard of Death                                    | 4 giugno 1978     |
| 1532 | Morire all'alba                        | Margaret Yorke             | Dead in the Morning                                    | 11 giugno 1978    |
| 1533 | Sarai la terza vittima                 | Collin Wilcox              | The Third Victim                                       | 18 giugno 1978    |
| 1534 | Il pagliaccio è triste                 | Stuart Palmer              | Unhappy Hooligan                                       | 25 giugno 1978    |
| 1535 | Appuntamento con la morte              | Patricia Wentworth         | The Fingerprint                                        | 2 luglio 1978     |
| 1536 | La radice del terrore                  | Henry Slesar               | The Thing at the Door                                  | 9 luglio 1978     |
| 1537 | Morte di un ipnotista                  | Carolyn Weston             | Rouse the Demon                                        | 16 luglio 1978    |
| 1538 | Fra Purgatorio e Inferno               | Max Allan Collins          | Bait Money                                             | 23 luglio 1978    |
| 1539 | Come, quando, perché                   | Willo Davis Roberts        | Expandable                                             | 30 luglio 1978    |
| 1540 | Confessa, Fletch                       | Gregory McDonald           | Confess, Fletch                                        | 6 agosto 1978     |
| 1541 | È caduta una stella                    | Josephine Tey              | A Shilling for Candles: the Story of a Crime           | 13 agosto 1978    |
| 1542 | L'ombra dell'omicida                   | Philip MacDonald           | The Rynox Murder                                       | 20 agosto 1978    |
| 1543 | Lettera aperta a un killer disperato   | W.J. Burley                | Wycliffe and the Schoolgirls                           | 27 agosto 1978    |
| 1544 | Il Signor Omicidi                      | Donald E. Westlake         | The Travesty                                           | 3 settembre 1978  |
| 1545 | Il lastrico dell'inferno               | Rae Foley                  | The Shelton Conspiracy                                 | 10 settembre 1978 |
| 1546 | Ne uccide più la gola...               | Douglas Clark              | Table d'hote                                           | 17 settembre 1978 |
| 1547 | Lunga corsa nella paura                | Christopher Diable         | La Plus Longue Course d'Abraham Coles Chauffer De Taxi | 24 settembre 1978 |
| 1548 | Quel morto nel bar dell'angolo         | Hampton Stone              | The Corpse in the Corner Saloon                        | 1º ottobre 1978   |
| 1549 | La clausola del suicidio               | Harry Carmichael           | Suicide Clause                                         | 8 ottobre 1978    |
| 1550 | Funerale pericoloso                    | Mary McMullen              | A Dangerous Funeral                                    | 15 ottobre 1978   |
| 1551 | Una tela rosso fuoco                   | Dick Francis               | In the Frame                                           | 22 ottobre 1978   |
| 1552 | I soldi e la vita                      | Anders Bodelsen            | Pengene Og Livet                                       | 29 ottobre 1978   |
| 1553 | Cuore in ostaggio                      | Gerald Green               | The Hostage Heart                                      | 5 novembre 1978   |
| 1554 | Il sangue dei Muir                     | Charles Larson             | Muir's Blood                                           | 12 novembre 1978  |
| 1555 | Delitto a briglia sciolta              | Michael Maguire            | Shot Silk                                              | 19 novembre 1978  |
| 1556 | Quella terribile notte                 | Barbara Anne Pauley        | Voices Long Hushed                                     | 26 novembre 1978  |
| 1557 | Un testardo di nome Joe Reddman        | Warwick Downing            | The Gambler, the Minstrel and the Dance Hall Queen     | 3 dicembre 1978   |
| 1558 | La mano invisibile                     | Lawrence Block             | Time to Murder and Create                              | 10 dicembre 1978  |
| 1559 | Allegra morì prima dell'alba           | Hugh Pentecost             | Die After Dark                                         | 17 dicembre 1978  |
| 1560 | Corpo contundente                      | Georgette Heyer            | A Blunt Instrument                                     | 24 dicembre 1978  |
| 1561 | Il volto della vendetta                | Ursula Curtiss             | In Cold Pursuit                                        | 31 dicembre 1978  |
| 1562 | Un penny vermiglio per Masao Masuto    | E.V. Cunningham            | The Case of the One Penny Orange                       | 7 gennaio 1979    |
| 1563 | Che Bowman ti protegga!                | Hartley Howard             | Payoff                                                 | 14 gennaio 1979   |
| 1564 | Di odio si muore                       | Rae Foley                  | It's Murder, Mr. Potter!                               | 21 gennaio 1979   |
| 1565 | Peter Styles accetta la sfida          | Judson Philips             | Five Roads to Death                                    | 28 gennaio 1979   |
| 1566 | L'altra donna                          | Ed McBain                  | Goldilocks                                             | 4 febbraio 1979   |
| 1567 | Lettere al cianuro                     | Patricia Wentworth         | Poison in the Pen                                      | 11 febbraio 1979  |
| 1568 | Troppe menzogne                        | Richard Neely              | Lies                                                   | 18 febbraio 1979  |
| 1569 | L'ultimo atto                          | John Wainwright            | The Day of the Peppercorn Kill                         | 25 febbraio 1979  |
| 1570 | Hammett, cacciatore d'uomini           | Joe Gores                  | Hammett: a Novel                                       | 4 marzo 1979      |
| 1571 | A due passi da casa Gideon             | J.J. Marric                | Gideon's Drive                                         | 11 marzo 1979     |
| 1572 | Scorpion                               | Mildred B. Davis           | Scorpion                                               | 18 marzo 1979     |
| 1573 | Indice di tradimento                   | William L. Deandrea        | Killed in the Ratings                                  | 25 marzo 1979     |
| 1574 | Fatal Lady                             | Rae Foley                  | Fatal Lady                                             | 1º aprile 1979    |
| 1575 | Dal passato incubi per l'87º Distretto | Ed McBain                  | Long Time No See                                       | 8 aprile 1979     |
| 1576 | Parola di ladro                        | Lawrence Block             | Burglars Can't Be Choosers                             | 15 aprile 1979    |
| 1577 | Un sequestro da 20 milioni di dollari  | James Hadley Chase         | Consider Yourself Dead                                 | 22 aprile 1979    |
| 1578 | Scorciatoia per l'obitorio             | Mark Sadler                | The Falling Man                                        | 29 aprile 1979    |
| 1579 | Il seme della vendetta                 | Charlotte Paul             | A Child Is Missing                                     | 6 maggio 1979     |
| 1580 | Meglio erede che morto                 | Michael Innes              | The Gay Phoenix                                        | 13 maggio 1979    |
| 1581 | La fortuna di Fletch                   | Gregory McDonald           | Fletch's Fortune                                       | 20 maggio 1979    |
| 1582 | L'ultimo testimone                     | Gertrude Walker            | So Deadly Fair                                         | 27 maggio 1979    |
| 1583 | Ostaggio alla morte                    | Jeffrey Ashford            | Hostage to Death                                       | 3 giugno 1979     |
| 1584 | A mio rischio e pericolo               | Joe L. Hensley             | River Town Risk                                        | 10 giugno 1979    |
| 1585 | Chi ha paura di Stefan Szalej?         | Anna Kormik                | Kto sie bal Stefana Szaleja?                           | 17 giugno 1979    |
| 1586 | Non chiamate l'FBI                     | George Bagby               | The Tough Get Going                                    | 24 giugno 1979    |
| 1587 | Petrosino e il figlio del Diavolo      | Secondo Signoroni          |                                                        | 1º luglio 1979    |
| 1588 | Telefono Nemico                        | Martin Russell             | Dial Death                                             | 8 luglio 1979     |
| 1589 | Il caso è chiuso                       | June Thomson               | Case Closed                                            | 15 luglio 1979    |
| 1590 | Lo sconosciuto n. 89                   | Elmore Leonard             | Unknown Man No. 89                                     | 22 luglio 1979    |
| 1591 | Delitto in cattedra                    | Amanda Mackay              | Death is Academic                                      | 29 luglio 1979    |
| 1592 | Il frutto proibito                     | Peter Alding               | Murder is Suspected                                    | 5 agosto 1979     |
| 1593 | Sulle orme di un'ombra                 | Ruth Rendell               | A Sleeping Life                                        | 12 agosto 1979    |
| 1594 | Scalata all'inferno                    | Hugh Pentecost             | The Steel Palace                                       | 19 agosto 1979    |
| 1595 | Nessuno è perfetto                     | Donald E. Westlake         | Nobody's Perfect                                       | 26 agosto 1979    |
| 1596 | Addio sconosciuta                      | Thomas Chastain            | Vital Statistics                                       | 2 settembre 1979  |
| 1597 | Una tomba per due                      | Harry Carmichael           | A Grave for Two                                        | 9 settembre 1979  |
| 1598 | Un autentico falso                     | William H. Hallahan        | The Ross Forgery                                       | 16 settembre 1979 |
| 1599 | Il filo spezzato                       | Edward Boyd & Roger Parkes | The Dark Number                                        | 23 settembre 1979 |
| 1600 | Un uomo per tutte le passioni          | Rae Foley                  | Dark Intent                                            | 30 settembre 1979 |

|  | I 100 successivi: Il Giallo Mondadori dal 1601 al 1700 |